# Джиок, Уильям Фрэнсис
Уильям Фрэнсис Джиок (англ. William Francis Giauque; 12 мая 1895, Ниагара-Фолс, Канада — 28 марта 1982, Беркли, Калифорния) — американский физико-химик, лауреат Нобелевской премии по химии за 1949 год «за вклад в химическую термодинамику, особенно в ту её область, которая изучает поведение веществ при экстремально низких температурах». 
Член Национальной академии наук США (1936) и Американской академии искусств и наук.

## Биография
В 1920 году окончил химический колледж Калифорнийского университета в Беркли, с 1934 года профессор химии там же.

## Основные работы
Основные работы: исследование и эксперимент, проверка 3-го начала термодинамики, измерение энтропии и др. термодинамических свойств веществ при сверхнизких температурах, в частности конденсированных газов. Совместно с Х. Джонстоном доказал существование изотопов кислорода 17O и 18O. Совместно с Д. Мак-Дугаллом разработал метод адиабатического размагничивания для получения температур ниже 1 К и способ измерения сверхнизких температур.